# Andrija Mohorovičić
Andrija Mohorovičić, hrvaški meteorolog in seizmolog, * 23. januar 1857, Volosko, Hrvaška, † 18. december 1936, Zagreb, Hrvaška.

## Življenje
Mohorovičić se je rodil v Voloskem blizu istrske Opatije. Končal je Prvo reško hrvaško gimnazijo, med letoma 1875 in 1878 je študiral matematiko in fiziko na Filozofski fakulteti v Pragi. Tu je bil eden od njegovih učiteljev Mach. Učiteljsko pot je začel v zagrebški gimnaziji leta 1879 ter na srednji šoli v Osijeku. Leta 1882 je postal učitelj na Kraljevi pomorski šoli v Bakarju, kasneje pa predavatelj na Filozofski fakulteti Univerze v Zagrebu. Od 1898 je bil redni član JAZU v Zagrebu. Umrl je leta 1936 v Zagrebu.
Njegovo znanstveno delo obsega ustanovitev lastne meteorološke postaje ter študij meteoroloških pojavov, kot so oblaki. Njegova seizmološka zapuščina pa je kronana z odkritjem nezveznosti med zemeljskim plaščem in zemeljsko skorjo leta 1909, ki se danes po njem imenuje Mohorovičićeva nezveznost. Po njem se prav tako imenuje krater Mohorovičić na oddaljeni strani Lune ter asteroid glavnega pasu 8422 Mohorovičić (8422 Mohorovicic). Velja za enega bolj pomembnih znanstvenikov 20. stoletja, ki so preučevali Zemljo.